# Damernas parhoppning i svikthopp i simhopp vid olympiska sommarspelen 2012
Damernas synkroniserade svikthopp vid olympiska sommarspelen 2012 avgjordes den 29 juli i Aquatics Centre.

## Medaljörer
| Event                    | Guld                 | Silver                            | Brons                               |
| Synkroniserade svikthopp | He Zi Wu Minxia Kina | Kelci Bryant Abigail Johnston USA | Jennifer Abel Émilie Heymans Kanada |

## Resultat
| Placering | Nation                                          | Simhoppare | Simhoppare | Simhoppare | Simhoppare | Simhoppare | Totalt |
| Placering | Nation                                          | 1          | 2          | 3          | 4          | 5          | Totalt |
| --------- | ----------------------------------------------- | ---------- | ---------- | ---------- | ---------- | ---------- | ------ |
| 1         | Kina He Zi Wu Minxia                            | 54.00      | 52.80      | 79.20      | 80.10      | 80.10      | 346.20 |
| 2         | USA Kelci Bryant Abigail Johnston               | 52.80      | 52.20      | 74.70      | 70.20      | 72.00      | 321.90 |
| 3         | Kanada Jennifer Abel Émilie Heymans             | 53.40      | 47.40      | 72.90      | 74.70      | 68.40      | 316.80 |
| 4         | Italien Tania Cagnotto Francesca Dallapé        | 52.20      | 52.20      | 74.70      | 63.90      | 71.10      | 314.10 |
| 5         | Australien Sharleen Stratton Anabelle Smith     | 49.20      | 49.20      | 70.20      | 69.75      | 66.60      | 304.95 |
| 6         | Ukraina Olena Fedorova Hanna Pysmenska          | 49.20      | 48.00      | 63.00      | 72.90      | 69.30      | 302.40 |
| 7         | Storbritannien Alicia Blagg Rebecca Gallantree  | 49.80      | 52.20      | 56.70      | 72.00      | 54.90      | 285.60 |
| 8         | Malaysia Cheong Jun Hoong Pamg Pandelela Rinong | 46.20      | 47.40      | 54.00      | 71.10      | 64.80      | 283.50 |